# Epidendrum tridactylum
Epidendrum tridactylum é uma espécie de orquídea epífita com caules finos e claviculados de vinte centímetros de altura, portando diversas folhas finas, estreitas e lanceoladas de cor verde-claro e com dez centímetros de comprimento.
Paniculadas florais de dez centímetros de comprimento e com numerosas pequenas flores. Flor de meio centímetro de diâmetro com pétalas e sépalas de cor amarelo-palha. Requer bastante luminosidade e floresce no verão.